# Mi-rae-ui seontaek
Mi-rae-ui seontaek (미래의 선택?; lett. "La scelta del futuro" o "La scelta di Mi-rae"), noto anche con il titolo internazionale Marry Him If You Dare (lett. "Sposalo, se hai coraggio!") è una serie televisiva sudcoreana del 2013.

## Trama
Na Mi-rae, per evitare un futuro di tristezza e infelicità, usando una macchina del tempo ritorna dal 2038 al 2013, per convincere la sé stessa di trentadue anni a compiere scelte diverse e, soprattutto, a non sposare l'annunciatore Kim Shin. Con i consigli della sé stessa del futuro, che infine è costretta a ritornare nella propria epoca, la giovane riesce a raggiungere i propri sogni. Nella scena finale, ambientata tre anni dopo gli eventi narrati, Mi-rae è diventata una scrittrice affermata: dopo aver acquistato una copia del proprio libro, sorride vedendo dinnanzi a sé Kim Shin e Park Se-joo, rivale di quest'ultimo nel conquistare il cuore della ragazza, lasciando tuttavia incerta la sua scelta affettiva.